# لاري كريستوف
لاري كريستوف (بالإنجليزية: Larry Kristoff) هو مصارع هاوي أمريكي، ولد في 11 نوفمبر 1942 في كاربوندال في الولايات المتحدة.

## وصلات خارجية
- لاري كريستوف على موقع قاعدة بيانات المصارعة الدولية (الإنجليزية)
- لاري كريستوف على موقع أوليمبيديا (الإنجليزية)